# Chongwen (district)
Chongwen (Vereenvoudigd Chinees: 崇文区; Hanyu pinyin: Chóngwén Qū) is een district van Peking. Het district ligt in het zuidoosten van de oorspronkelijke bebouwing van Peking. Het is gesitueerd tussen Yongdingmen en Qianmen. De oppervlakte van het district bedraagt 16,46 km², met meer dan 430.000 inwoners. Het relatief geringe oppervlak maakt dit district tot het kleinste district van de binnen de Tweede ringweg van Peking gelegen districten behoort. In Chongwen ligt de Tempel van de Hemel en het Longtanpark.
In het district ligt ook het metrostation Chongwenmen.